# Mahlstedt (Winkelsett)
Mahlstedt ist ein Ortsteil der Gemeinde Winkelsett, die zur Samtgemeinde Harpstedt im niedersächsischen Landkreis Oldenburg  gehört.

## Geografie und Verkehrsanbindung
Mahlstedt liegt nordwestlich des Kernortes Winkelsett, westlich des Kernortes Harpstedt und östlich der Kernstadt Wildeshausen. Südlich verläuft die Landesstraße L 338 und fließt die Katenbäke, ein rechtsseitiger Nebenfluss der Hunte. Nördlich verläuft die A 1.
Das 34 ha große Naturschutzgebiet Wunderburger Moor liegt nordöstlich.

## Geschichte
Bedeutende Funde stammen aus der Vorzeit: Mahlstedter Keramik sind aus der Kaiser- und Völkerwanderungszeit stammende Keramikfunde. Sie stammen aus dem 1. Jahrhundert vor Chr. bis zum 6. Jahrhundert n. Chr. Mahlstedt ist ein altsächsischer Ortsname, abgeleitet von einem Platz an der Thingstätte. Ausgrabungen bezeugen germanische Siedlungsreste mit intakter Brunnenanlage aus dem ersten Jahrhundert der Zeitrechnung. Mahlstedt wurde 1194 erstmals urkundlich erwähnt. Das Anwesen Kolweyh – ein alter Freisassenhof – war in früheren Jahrhunderten der Stammsitz der Mahlstedts zu Mahlstedt.